# Stàrkovo (Vladímir)
|  | Per a altres significats, vegeu «Stàrkovo». |

Stàrkovo (en rus: Старково) és un poble de l'óblast de Vladímir, a Rússia, segons el cens del 2010 tenia 3 habitants. Pertany al districte de Kirjatx.